# Perspectivas protestantes sobre la Virgen María

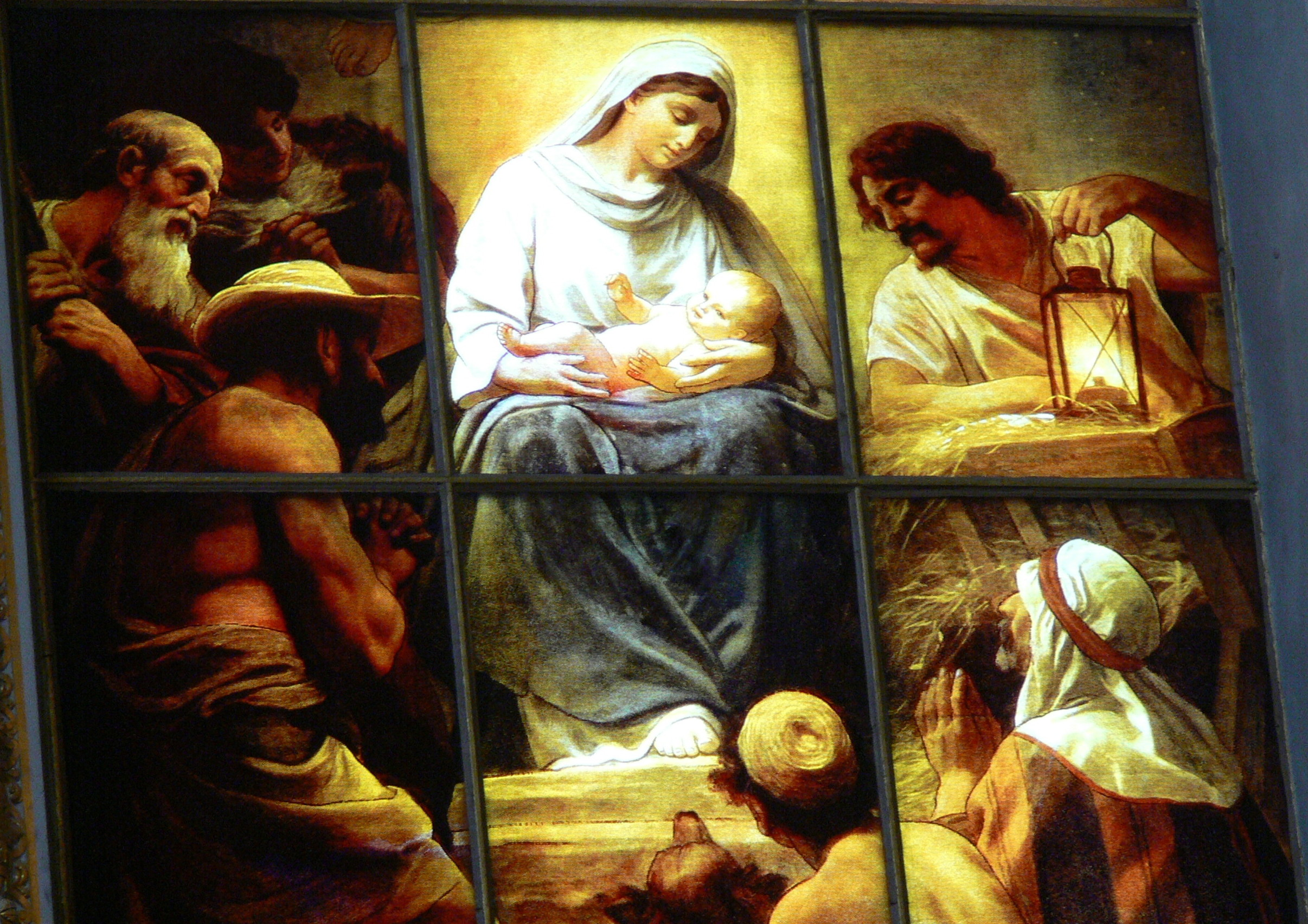
Imagen de María en la Catedral Evangélica de Berlín.

Las perspectivas protestantes sobre la Virgen María incluyen las posturas teológicas de protestantes de referencia del siglo XVI, como Martín Lutero y Juan Calvino, así como de algunos referentes modernos. Aunque, dado la gran diversidad de creencias protestantes, es difícil generalizar, se pueden intentar algunas afirmaciones generales sobre la postura protestante respecto de la madre de Jesús.
Mientras reformistas como Martín Lutero, Ulrico Zuinglio y Juan Calvino, en diferentes puntos de sus escritos habían expresado lo que parecen ser ejemplos de una piedad mariana, el énfasis protestante en sola scriptura, solus Christus, soli Deo gloria, puso en un mínimo la reverencia por María, y la enseñanza protestante sobre ésta es consecuente con el breve papel que en la Escritura y el credo juega la Virgen. Una perspectiva protestante más moderna sobre María, que emerge del movimiento evangélico, ve en ella una mujer radical, apasionada y entregadamente cristiana.

## Teólogos protestantes
Algunos protestantes antiguos veneraron y reverenciaron a María. Martín Lutero dijo de ella:

[...] el honor que se rinde a la madre de Dios ha arraigado tan hondo en el corazón de los hombres que nadie quiere oír ninguna oposición a esta celebración... También nosotros concedemos que debe ser honrada, pues, según las palabras de San Pablo [Romanos 12] nos debemos el honrarnos unos a otros por causa de Aquel que habita en nosotros, Jesucristo. Por tanto tenemos la obligación de honrar a María. Pero cuidad rendirle el honor adecuado. Por desgracia, me preocupa que le concedamos un honor demasiado alto, pues se le otorga mucha más estimación de la que se le debe dar o de la que ella misma se atribuye [...]

Juan Calvino dijo: "no puede negarse que Dios al escoger y destinar a María como madre de su Hijo, le concedió el honor más alto". Zuinglio sostuvo: "estimo inmensamente a la madre de Dios" y "Cuanto más aumenta la reverencia y el amor de Cristo entre los hombres, más tendría que crecer la estima y la reverencia hacia María".
Por lo tanto los primeros protestantes no rechazaron la idea de un gran respeto y alta honra por María; lo que preocupaba a los reformadores protestantes era el grado de honor que se le rinde como madre de Jesús. Así, las implicaciones prácticas para la mariología aún son tema de debate.

### John Wycliffe

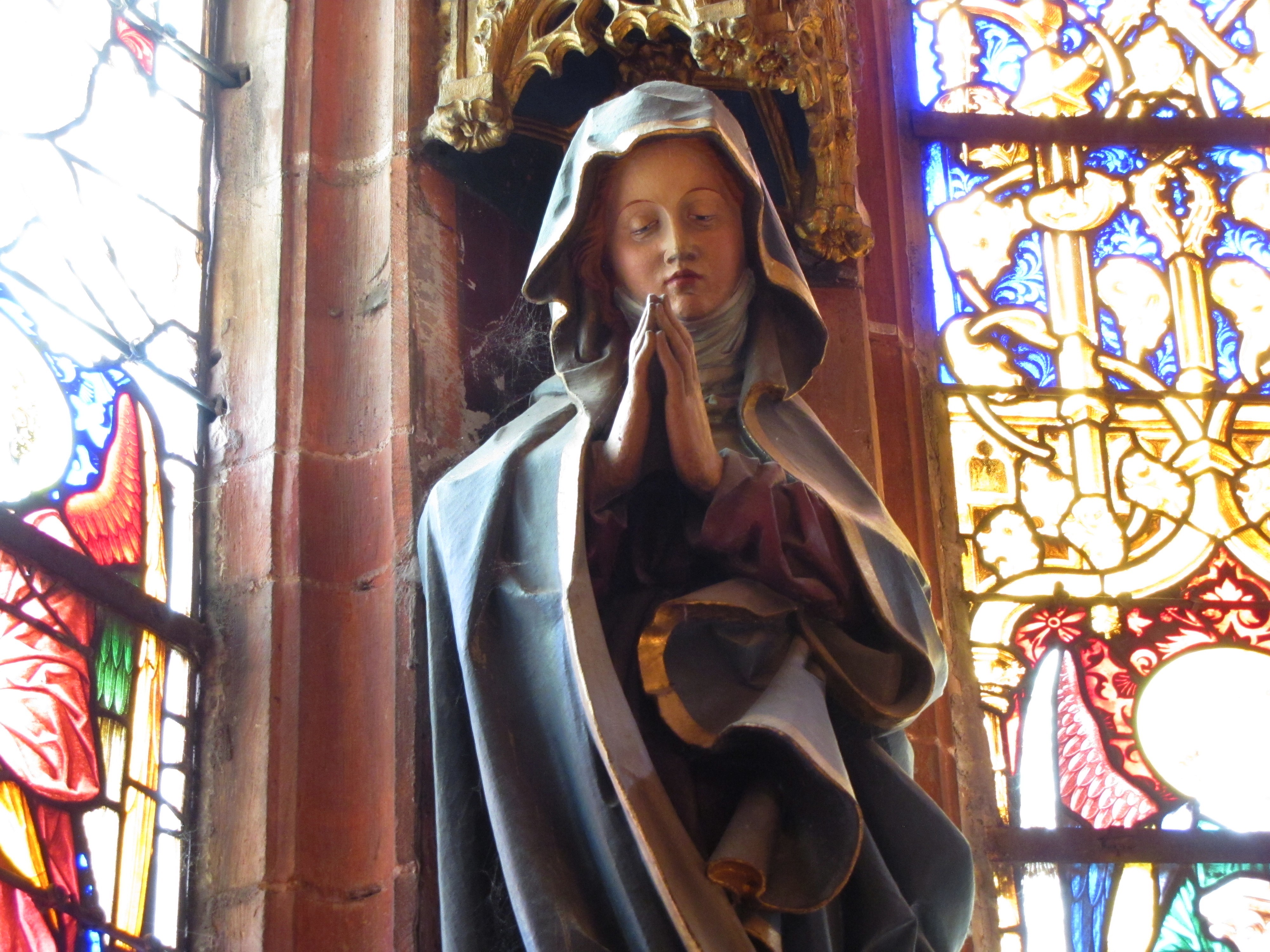
Estatua de María en la iglesia protestante de Saint-Pierre-le-Jeune, Estrasburgo.

El reformador preluterano John Wycliffe reflejó el espíritu mariano de la Edad Media tardía en uno de sus primeros sermones: "me parece imposible que obtuviéramos la recompensa del cielo sin la ayuda de María. No hay ningún sexo o edad, ningún rango o posición, de nadie en toda la raza humana que no tenga necesidad de pedir la ayuda de la Santa Virgen".

### Martín Lutero
Pese a las polémicas de Lutero contra sus adversarios católicos sobre asuntos concernientes a María y los santos, los teólogos parecen estar de acuerdo en que adhirió a los decretos marianos de los concilios ecuménicos y a los dogmas de la Iglesia. Rápidamente sostuvo la creencia de que María fue perpetuamente virgen, y de que fue la Theotokos o «madre de Dios». Se presta especial atención a que, unos tres siglos antes de que el papa Pío IX proclamara el dogma de la Inmaculada Concepción de la Virgen María, en 1854, Lutero ya era un firme partidario de esta. Otros sostienen que años después mudó de postura sobre la Inmaculada Concepción, aunque sí sostuvo la impecabilidad de por vida de María. Sobre la Asunción de María, Lutero afirma que la Biblia no dice nada al respecto. Sí le parece importante la creencia en que María y los santos siguen vivos tras la muerte.  "Durante su carrera como sacerdote, profesor y reformador, Lutero predicó, enseñó y argumentó sobre la veneración de María con una verbosidad que iba de la piedad infantil a las sofisticadas polémicas. Sus puntos de vista se entrelazan íntimamente con su teología cristocéntrica y las consecuencias de esta en la liturgia y la devoción". Lutero, aunque reverenciaba a María, criticó a los "papistas" por traspasar la línea divisoria entre la admiraración de la gracia de Dios en cualquier ser humano y la rendición de culto a una criatura. Consideró idolátrica la práctica católica de celebrar el día de los santos y pedir intercesiones a estos y a María.

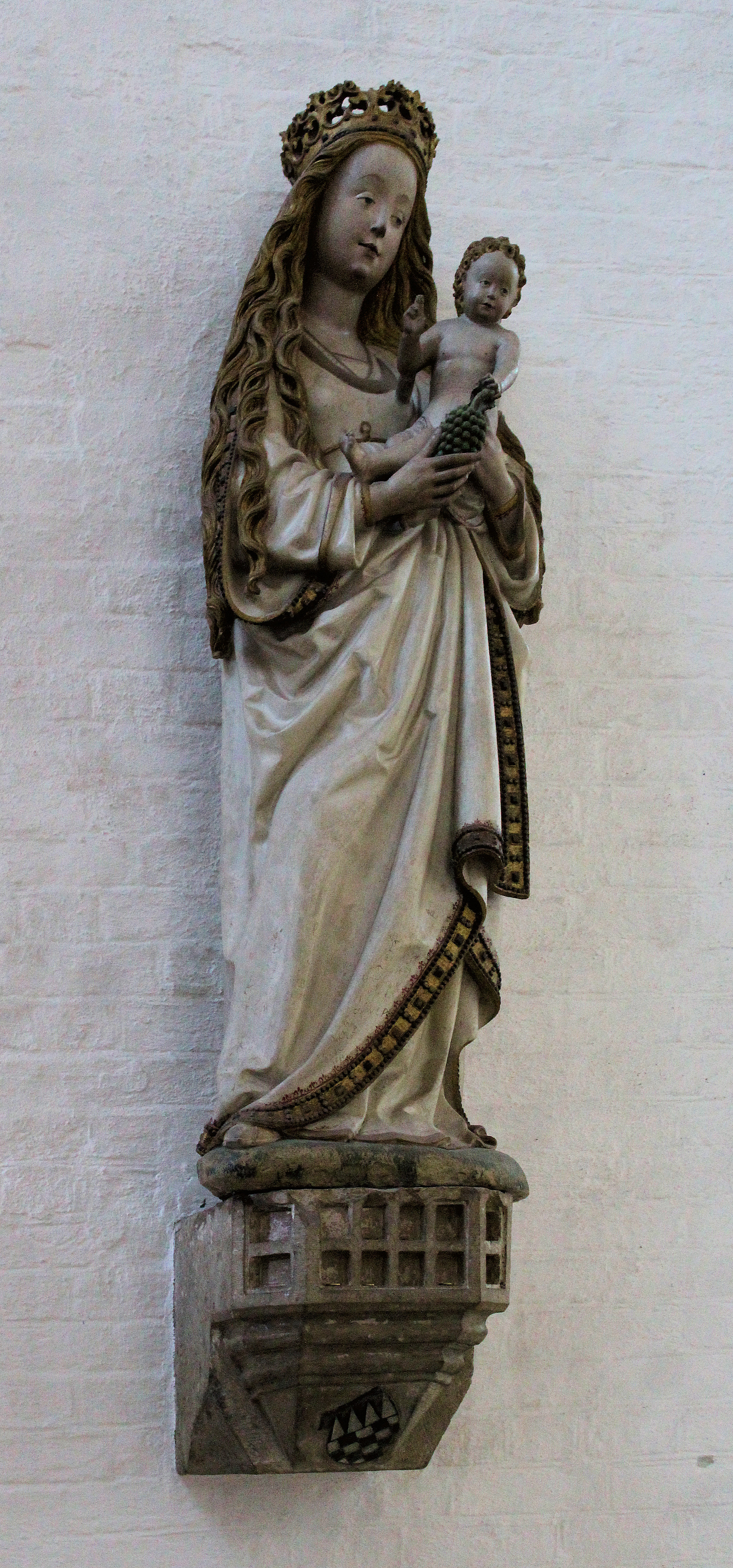
Estatua de la Virgen María en la catedral luterana de Lubeck, Alemania.

### Juan Calvino
Juan Calvino aceptaba la virginidad perpetua de María y el título de "Madre de Dios" en un sentido limitado. Se consideraba a sí mismo un verdadero seguidor de María porque la había liberado del mal uso de esos títulos y le había retirado honores "papistas" y se los había devuelto a Jesucristo, el único a quien le son debidos. Calvino afirmaba que María no puede ser la abogada de los creyentes, pues necesita la gracia de Dios tanto como cualquier otro ser humano. Que la Iglesia católica la ensalzara como Reina de los Cielos era blasfemo y contradecía la propia intención de María, pues en vez de a Dios se la alababa a ella.

Calvino expresó honda preocupación por el posible uso "supersticioso" del título de "Madre de Dios" de las enseñanzas del Concilio de Éfeso:
No dudo que ha habido cierta ignorancia en reprobar esta clase de discurso —que la Virgen María es la Madre de Dios … No puedo disimular que se considera una mala práctica adoptar con normalidad ese título para hablar de esta Virgen: y, por mi parte, no puedo considerar bueno, propio, o adecuado tal lenguaje… pues decir "la Madre de Dios" en vez de "la Virgen María", sólo puede servir para endurecer en sus supersticiones a los ignorantes.

### Karl Barth
Karl Barth (1886–1968), protestante reformado, fue uno de los principales teólogos del siglo XX. Consciente de la tradición dogmática común a la iglesia antigua, aceptaba plenamente el dogma de María como Madre de Dios. Desde su perspectiva, es a través de María que Jesús pertenece a la especie humana, y a través de Jesús, María es Madre de Dios. Barth también concordaba con el dogma del nacimiento virginal. Para él, éste  significaba que Jesús, como humano, no tiene padre, y que como Hijo de Dios no tiene madre alguna. El Espíritu Santo, a través de quien María concibió, no es cualquier espíritu, sino Dios mismo, cuyo acto tiene que ser entendido espiritual y no físicamente.  María está "llena de gracia" según Barth, pero esta gracia no es ganada, sino que le es totalmente dada. En cuanto a la virginidad de María tras el nacimiento, Barth argumentaba que la Iglesia la había adoptado no por María, sino para defender su propia cristología. Barth consideraba la veneración católica de María un terrible error y una herejía idolátrica.

## Asuntos en la teología protestante

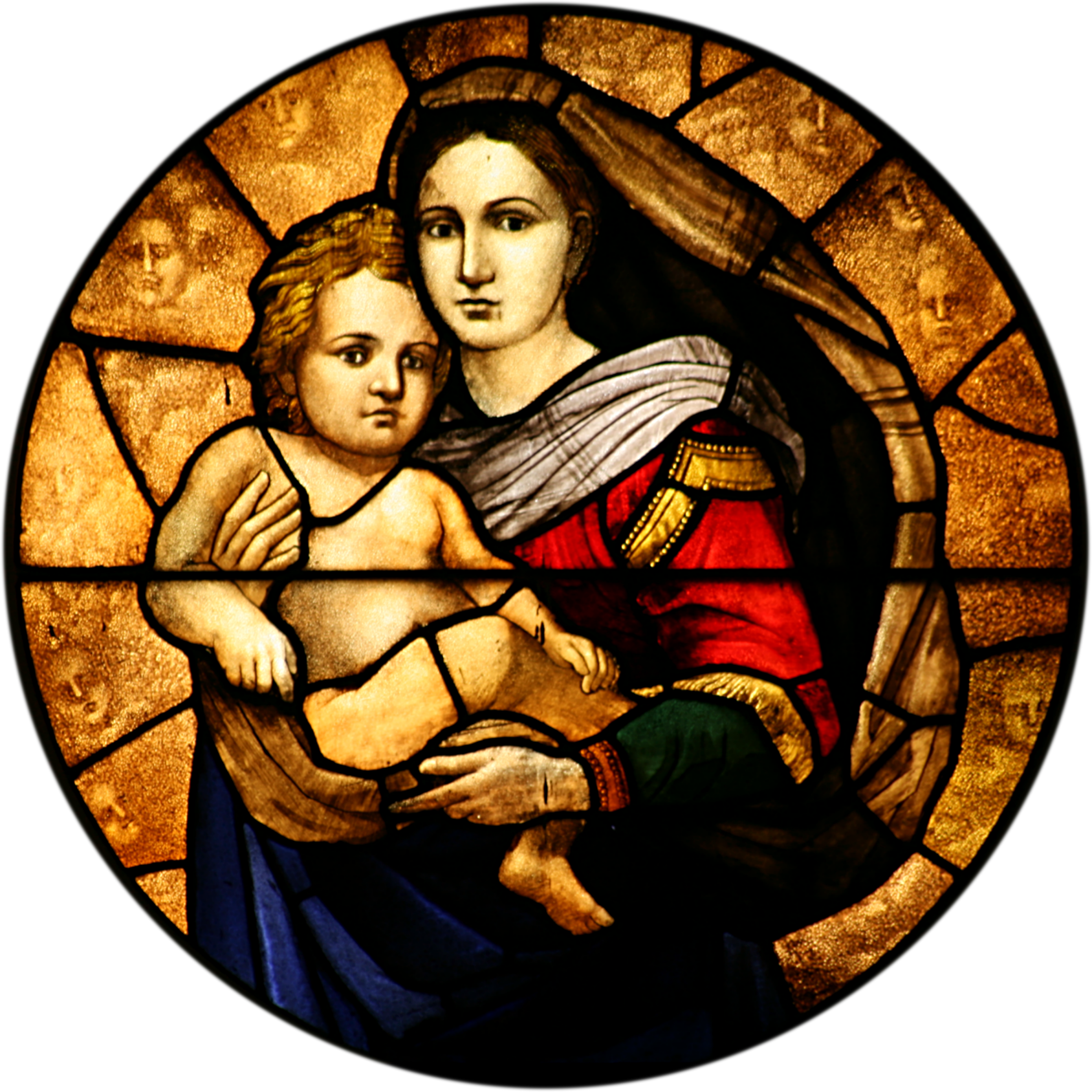
Vidriera de la Virgen María y el Niño Jesús ubicada Iglesia Anglicana de St. John, Ashfield, Nueva Gales del Sur, Australia.

### Madre de Dios
La designación de María como Theotokos (en griego, Θεοτόκος) o "Deípara", surgió en la Iglesia de Alejandría y después la adoptó la Iglesia universal en el Concilio de Éfeso en 431, en el período patrístico. Es una declaración de ortodoxia cristológica (ver "hypostasis") para oponerse al nestorianismo y también un piadoso título mariano utilizado ampliamente en la liturgia de las iglesias ortodoxa, católica, ortodoxa oriental y anglicana. El segundo verso de un famoso himno protestante, Ye Watchers and Ye Holy Ones, se refiere directamente a María, y se basa en una oración ortodoxa.

Actualmente la Federación Luterana Mundial acepta las enseñanzas del Concilio de Éfeso y otros concilios ecuménicos del período patrístico de la Iglesia, incluyendo la formulación "Madre de Dios" como una función de la unión hipostática de Cristo. Dice Lutero:
También sabemos muy bien que Dios no derivó su divinidad de María; pero de eso no se desprende que por tanto sea incorrecto decir que Dios nació de María, que Dios es hijo de María, y que María es madre de Dios.

### Mariolatría
En los siglos XVIII y XIX varios grupos protestantes empezaron a utilizar el término mariolatría para referirse a las prácticas de veneración y devoción marianas católicas, anglocatólicas y ortodoxas orientales. En su opinión, la atención sobre María es extrema y no sólo puede distraer de la adoración a Dios, sino que de hecho raya en la idolatría.
Con el tiempo esta tendencia ha tomado varias direcciones, mientras algunos protestantes fueron suavizando su actitud hacia ella, otros la han endurecido en el siglo XXI. Por ejemplo, durante la celebración de Nuestra Señora de Walsingham en Inglaterra, en mayo de 2016, cuando anglicanos y católicos realizaron una procesión mariana, objetores protestantes sostuvieron pancartas que condenaban las misas, la idolatría y la "mariolatría".
En la actualidad, muchos sectores alejados de las originales reformas Calvinistas y Luteranas, o mal entendidas, han hecho posturas contra María, al punto de usar palabras obscenas o negar incluso que ella sea la madre de Dios, por considerarlo "Idolatría", aunque eso signifique una falacia teológica.
Una gran campaña de odio a María ha surgido en los círculos más bajos de los protestantes, principalmente por Pentecostales y Bautistas.
Además en las denominaciones restauracionistas se ve una mayor oposición, como en los Testigos de Jehová (principalmente bajo conceptos de Arrianismo), entre diferentes denominaciones derivadas de estas.